# Giro della Provincia di Reggio Calabria 1963
Il Giro della Provincia di Reggio Calabria 1963, ventiquattresima edizione della corsa, si svolse il 14 aprile 1963 su un percorso di 272 km, con partenza e arrivo a Reggio Calabria. La vittoria fu appannaggio dell'italiano Ercole Baldini, che completò il percorso in 7h24'00", alla media di 36,812 km/h, precedendo i connazionali Carlo Brugnami e Graziano Battistini.

## Ordine d'arrivo (Top 10)
| Pos. | Corridore            | Squadra                    | Tempo    |
| ---- | -------------------- | -------------------------- | -------- |
| 1    | Ercole Baldini       | Cynar-Frejus               | 7h24'00" |
| 2    | Carlo Brugnami       | Gazzola                    | s.t.     |
| 3    | Graziano Battistini  | I.B.A.C.                   | a 2'44"  |
| 4    | Bruno Mealli         | Cynar-Frejus               | s.t.     |
| 5    | Walter Martin        | I.B.A.C.                   | s.t.     |
| 6    | Marino Fontana       | San Pellegrino Sport-Firte | s.t.     |
| 7    | Vendramino Bariviera | Carpano                    | s.t.     |
| 8    | Antonio Franchi      | Lygie                      | s.t.     |
| 9    | Aldo Moser           | San Pellegrino Sport-Firte | s.t.     |
| 10   | Gastone Nencini      | Springoil-Fuchs            | s.t.     |